# Coppa del Baltico 2018
La Coppa del Baltico 2018 è stata la 27ª edizione della competizione, la 17ª dalla reistituzione di questa manifestazione nel 1991 a seguito del collasso dell'Unione Sovietica.
Ha visto, per la quattordicesima volta nella storia, la vittoria della Lettonia.

## Formula
La formula è stata confermata rispetto alla passata edizione: era sempre organizzato come girone all'italiana con partite di sola andata tra le tre formazioni partecipanti e ogni formazione giocava due partite, una in casa e una fuori.

## Classifica finale
| Pos. | Squadra  | Pt | G | V | N | P | GF | GS | DR |
| ---- | -------- | -- | - | - | - | - | -- | -- | -- |
| 1.   | Lettonia | 4  | 2 | 1 | 1 | 0 | 2  | 1  | +1 |
| 2.   | Estonia  | 3  | 2 | 1 | 0 | 1 | 2  | 1  | +1 |
| 3.   | Lituania | 1  | 2 | 0 | 1 | 1 | 1  | 3  | -2 |

## Risultati
| Arbitro: | Treimanis |

|                     |           |  |
| Ojamaa 23’ Käit 42’ | Marcatori |  |

| Arbitro: | Lukjančukas |

|               |           |  |
| Ikaunieks 70’ | Marcatori |  |

| Arbitro: | Tohver |

|               |           |           |
| Laukžemis 86’ | Marcatori | 46’ Dubra |